# Cervian
Cervian (en francès: Servian) és un municipi occità del Llenguadoc, situat al departament de l'Erau i a la regió Occitània. El poble que se situa a 15 quilòmetres a l'est de Besiers i a 63 quilòmetres a l'oest de Montpeller, tenia 5.301 habitants el 2020.